# To Save Her Brother
To Save Her Brother è un cortometraggio muto del 1912. Il nome del regista non viene riportato nei credit del film.

## Produzione
Il film fu prodotto dalla Edison Company con il titolo di lavorazione For Her Brother's Crime.

## Distribuzione
Distribuito dalla General Film Company, il film - un cortometraggio in una bobina - uscì nelle sale cinematografiche degli Stati Uniti il 20 gennaio 1912.